# Kōki Arita
Kōki Arita (jap. 有田 光希, Arita Kōki; * 23. September 1991 in Niigata, Präfektur Niigata) ist ein japanischer Fußballspieler.

## Karriere
Kōki Arita erlernte das Fußballspielen in der Schulmannschaft der Hokuetsu High School. Seinen ersten Vertrag unterschrieb er 2010 bei Vissel Kōbe. Der Verein aus Kōbe, einer Großstadt in der Präfektur Hyōgo auf der Insel Honshū, spielte in der höchsten japanischen Liga, der J1 League. 2012 wurde er an den Zweitligisten Ehime FC nach Matsuyama ausgeliehen. Für Ehime absolvierte er 37 Zweitligaspiele. 2013 kehrte er nach der Ausleihe zu Vissel zurück. Mittlerweile war Vissel Ende 2012 in die zweite Liga abgestiegen. 2013 wurde er mit Vissel Vizemeister der J2 und stieg direkt wieder in die erste Liga auf. Nach dem Aufstieg wurde er die Saison 2014 an den Zweitligisten Kyōto Sanga ausgeliehen. Nach Ende der Ausleihe wurde er von dem Klub aus Kyōto fest verpflichtet. Hier unterschrieb er einen Zweijahresvertrag. Nach Vertragsende wechselte er Anfang 2017 zum Ligakonkurrenten Ehime FC. Nach 135 Zweitligaspielen unterschrieb er im Januar 2021 einen Vertrag beim ebenfalls in der zweiten Liga spielenden Ventforet Kofu. Hier absolvierte er 16 Zweitligaspiele. Nach einer Saison verließ er Ventforet und ging in die dritte Liga, wo er in Kagoshima einen Vertrag beim Kagoshima United FC unterschrieb. Am Ende der Saison 2023 wurde er mit Kagoshima Vizemeister und stieg somit in die zweite Liga auf. Am Ende der Saison 2024 belegte er mit Kagoshima den 19. Tabellenplatz und musste somit in die dritte Liga absteigen. Nach dem Abstieg verließ er den Verein und schloss sich im Januar 2025 dem Viertligisten ReinMeer Aomori FC an.

## Erfolge
Vissel Kōbe
- Japanischer Zweitligavizemeister: 2013  ▲

Kagoshima United FC
- Japanischer Drittligavizemeister: 2023  ▲

## Sonstiges
Kōki Arita ist der Bruder von Kosei Arita (Karriereende).